# François-Joseph-Marie-Amédée Trolley de Prévaux
François-Joseph-Marie-Amédée Trolley de Prévaux, francoski general, * 1886, † 1956.